# Agapetes haemantha
Agapetes haemantha är en ljungväxtart som beskrevs av Airy Shaw. Agapetes haemantha ingår i släktet Agapetes och familjen ljungväxter. Inga underarter finns listade i Catalogue of Life.